# Emmanuelle Béart
Pour les articles homonymes, voir Béart.
Emmanuelle Béart, née le 14 août 1963 à Gassin (Var), est une actrice française.
Elle est révélée en 1986 par son jeu dans le drame Manon des sources, de Claude Berri, qui lui vaut le César de la meilleure actrice dans un second rôle.
La décennie suivante, elle s'impose comme une actrice française de premier plan en étant dirigée par Jacques Rivette (La Belle Noiseuse, 1991), André Téchiné (J'embrasse pas, 1991), Claude Sautet (Un cœur en hiver, 1992 ; Nelly et Monsieur Arnaud, 1995) et Claude Chabrol (L'Enfer, 1994). Puis elle participe à des grosses productions : les mélodrames en costumes Une femme française de Régis Wargnier (1995) et Les Destinées sentimentales d'Olivier Assayas (2000), qui lui vaut sa septième et dernière nomination au César de la meilleure actrice. Par ailleurs, elle tient le premier rôle féminin du blockbuster hollywoodien Mission impossible de Brian De Palma (1996).
Durant les années 2000, elle privilégie un cinéma français populaire mais exigeant : elle fait ainsi partie des distributions de la comédie dramatique La Bûche de Danièle Thompson (1999), de la comédie musicale Huit Femmes de François Ozon (2001), de la satire À boire de Marion Vernoux (2004), de la comédie noire Le Héros de la famille de Thierry Klifa (2006) et de la comédie dramatique Mes stars et moi de Laetitia Colombani (2008).
Elle tient aussi les premiers rôles des thrillers psychologiques La Répétition (2001), de Catherine Corsini et de Nathalie... (2003), d'Anne Fontaine, ainsi que du film d'horreur Vinyan (2008), de Fabrice Du Welz. Elle retrouve également André Téchiné, pour les drames historiques Les Égarés (2003) et Les Témoins (2007). Quant à Jacques Rivette, il lui confie l'un des rôles-titre de la romance Histoire de Marie et Julien (2002).
De 1996 à 2006, elle est ambassadrice de bonne volonté de l'UNICEF et participe à de nombreuses activités humanitaires.
Engagée politiquement, elle s'implique notamment dans un soutien aux étrangers en situation irrégulière.

## Biographie

### Jeunesse et formation
Fille de l'auteur-compositeur-interprète Guy Béart, né Béhar-Hasson (Béhart) au Caire, dont le patronyme évoque une origine liée à Béjar en Salamanque, et de l'ex-mannequin et actrice d'origine belge et grecque Geneviève Galéa, née Guillery à Londres, Emmanuelle Marie Hélène Béart naît dans la région de Saint-Tropez. Elle a une demi-sœur aînée prénommée Ève, née le 10 juillet 1959 de Cécile de Bonnefoy du Charmel, et qui deviendra créatrice de bijoux. Son père quitte le foyer alors qu'elle est encore toute jeune.
Loin des tumultes du monde parisien, elle est élevée par sa mère à Cogolin et à Beauvallon, près de Sainte-Maxime, en compagnie de Sarah, Ivan et Mikis Cerieix, nés de l'union de sa mère avec Jean-Yves Cerieix, ainsi que d’Olivier Guespin, fruit de la relation amoureuse de sa mère avec le photographe et journaliste Jean-Jacques Guespin (en outre père des jumeaux Pierre et Laurent Malet), comme Lison Guespin et Charlotte Guespin. Enfant du spectacle, elle a un tempérament rebelle. Les études ne l'intéressent guère. Elle rêve de devenir actrice et imite ses camarades d'école.
En 1971, à l'âge de 8 ans, elle fait de la figuration dans La Course du lièvre à travers les champs, un film de René Clément, puis également en 1975, à l'âge de 12 ans, dans Demain les mômes, un film de Jean Pourtalé, avec tous les enfants de son village, dont son demi-frère Olivier. Elle voue très jeune une admiration à Romy Schneider, son actrice fétiche.
En 1980, âgée de 17 ans, elle part 15 jours en séjour à Montréal (Canada) dans une famille amie de son père. C'est le coup de foudre pour ce pays qu'elle considère comme une deuxième patrie et elle décide d'y rester. Elle y poursuit ses études, apprend l'anglais et passe son Baccalauréat français au Collège international Marie-de-France. Elle y rencontre le réalisateur Robert Altman qui l'encourage à devenir actrice.

### Débuts et révélation critique (années 1980)
En 1983, à 20 ans, de retour en France, elle suit brièvement les cours d'art dramatique de Jean-Laurent Cochet à Paris. Elle impressionne David Hamilton par sa beauté, lequel lui offre, au bout de trois mois, son premier rôle dans son film érotique Premiers Désirs. Elle enchaîne avec Un amour interdit, de Jean-Pierre Dougnac, en 1984, rôle qui lui vaut de concourir pour le César du meilleur espoir féminin en 1985. Sa carrière d'actrice de cinéma, de télévision et de théâtre est lancée[réf. nécessaire].
En 1986, la jeune actrice, aux côtés de Daniel Auteuil, obtient le succès au niveau international avec le film Manon des sources, de Claude Berri, d'après l’œuvre de Marcel Pagnol. Ils sont récompensés conjointement en 1987 du César de la meilleure actrice dans un second rôle et du César du meilleur acteur. Ils partagent la vedette avec Yves Montand et Hippolyte Girardot.
En 1991, elle obtient un vif succès dans son rôle de La Belle Noiseuse de Jacques Rivette, où elle joue une jeune femme qui pose nue pour l'artiste-peintre Édouard Frenhofer, interprété par Michel Piccoli. La même année, elle donne la réplique à Daniel Auteuil dans Un cœur en hiver de Claude Sautet, où elle joue le rôle de Camille Kessler, une jeune et talentueuse violoniste qui tombe sous le charme de Stéphane (Daniel Auteuil) qui n'éprouve aucun sentiment pour elle et la manipule jusqu'à ce qu'elle s'en aperçoive.

### Confirmation (années 1990)

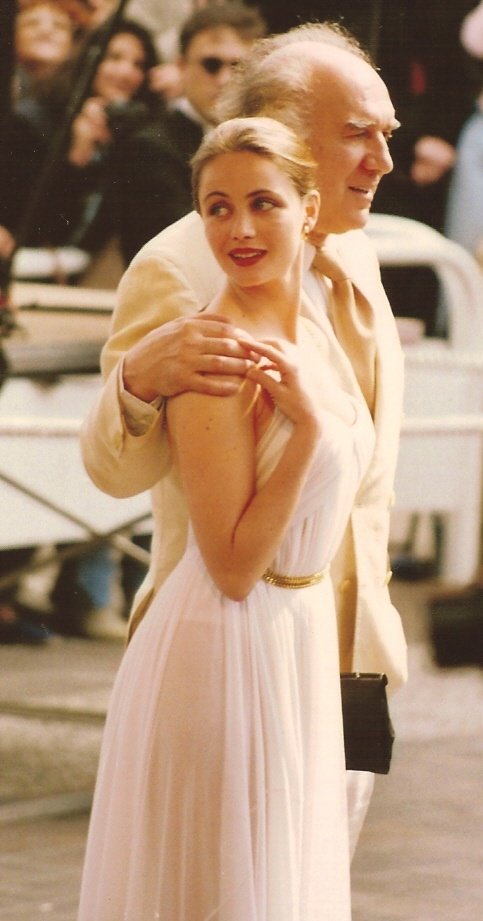
Avec Michel Piccoli lors de la présentation de La Belle Noiseuse au festival de Cannes 1991.

En 1995, elle est sollicitée par le cinéma américain, avec Mission impossible de Brian De Palma, aux côtés de Tom Cruise et de Jean Reno. La même année, le magazine Empire la classe 32e dans la liste des « 100 Sexiest Stars in film history » ; en 1997, le magazine Femmes Fatales la classe 19e dans la liste du classement « Sci-Fi's Sexy 50 ». Sorti durant l'été 1996, le blockbuster remporte un succès critique et commercial mondial, mais l'actrice n'apprécie pas l'esprit hollywoodien et revient vite en France, où elle joue des pièces et renoue avec le cinéma français d'auteur.

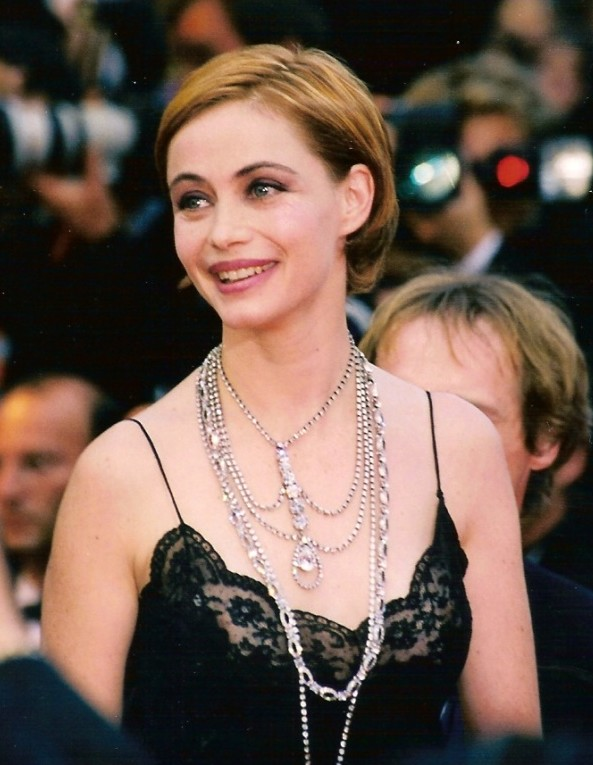
L'actrice au festival de Cannes 1998 pour la présentation de Voleur de vie, d'Yves Angelo.

En 1997, elle tient ainsi le premier rôle féminin de l'adaptation Don Juan, de Jacques Weber, qui s'arroge aussi le rôle-titre. Puis elle partage l'affiche du drame Le Temps retrouvé, écrit et réalisé par Raoul Ruiz, avec Catherine Deneuve. En 1998, nouveau tandem féminin, qu'elle présente au festival de Cannes 1998 : elle donne la réplique à Sandrine Bonnaire pour Voleur de vie, d'Yves Angelo.
Elle conclut cette décennie avec un film populaire au large succès, la comédie dramatique La Bûche, de Danièle Thompson, aux côtés de Sabine Azéma et Charlotte Gainsbourg.

#### Chirurgie esthétique
Au début des années 1990, Emmanuelle Béart a recours à une opération de chirurgie esthétique des lèvres dont le résultat est un désastre, mais qu'elle assume ouvertement : « J'ai fait refaire ma bouche à l'âge de 27 ans. Ce n'est un secret pour personne, c'est loupé ». La critique va même jusqu'à lui reprocher de ne plus pouvoir jouer[réf. souhaitée], de par la crispation de certains des muscles de son visage et de sa bouche notamment,. Se refusant à juger les personnes qui, comme elle, sont passées sous le scalpel, Emmanuelle Béart se dit cependant être devenue opposée à la chirurgie esthétique.

### Tête d'affiche (années 2000)
En 2000, elle est la tête d'affiche du drame Les Destinées sentimentales, d'Olivier Assayas, présenté au Festival de Cannes 2000. Sa performance lui vaut sa cinquième et dernière nomination au César de la meilleure actrice. Puis l'année suivante, elle évolue aux côtés de Dieudonné et Anémone pour la comédie légère Voyance et Manigance, qui passe inaperçue.
Elle se concentre donc sur le cinéma d'auteur : elle présente au Festival de Cannes 2001 le drame La Répétition, de Catherine Corsini, mais connaît surtout un large succès critique et commercial grâce au film choral Huit Femmes, de François Ozon. Elle fait partie d'un casting quatre étoiles, composé de Danielle Darrieux, Catherine Deneuve, Isabelle Huppert, Fanny Ardant, Firmine Richard, Virginie Ledoyen et Ludivine Sagnier.
En 2002, elle retourne aux États-Unis pour À la recherche de Debra Winger, un documentaire réalisé par Rosanna Arquette, qui croise les regards de plusieurs actrices.

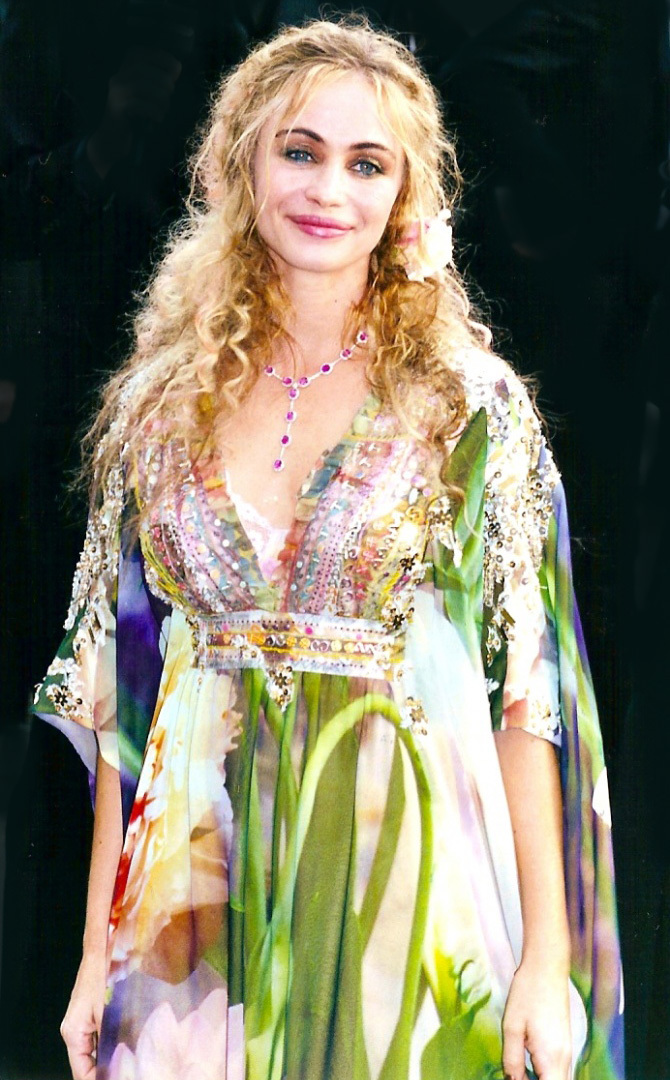
L'actrice, membre du jury du festival de Cannes 2004.

Elle présente au Festival de Cannes 2003 le drame historique Les Égarés, d'André Téchiné, dont elle est la tête d'affiche, secondée par un jeune Gaspard Ulliel. Puis elle tient le rôle féminin principal de l'un des derniers long-métrage de Jacques Rivette, la romance Histoire de Marie et Julien. Enfin, elle renoue avec les rôles de femme fatale pour le drame Nathalie..., d'Anne Fontaine. L'actrice y donne la réplique à Fanny Ardant et Gérard Depardieu. La même année, elle pose nue en couverture du magazine Elle à l'occasion d'un reportage réalisé pour le magazine à l'île Maurice.
L'année 2004 est marquée par la sortie du drame À boire de Marion Vernoux. L'actrice y évolue aux côtés d'Édouard Baer et Atmen Kelif. En 2005, deux autres projets passent inaperçus : l'adaptation de la pièce éponyme de Feydeau par Michel Deville, Un fil à la patte, puis le drame L'Enfer, de Danis Tanović. L'actrice en partage l'affiche avec Karin Viard et Marie Gillain. Parallèlement, elle devient l'égérie de la marque de bijoux danoise Pilgrim.
La même année, elle est membre du jury du 57e festival de Cannes.
En 2006, elle tient l'un des rôles principaux du thriller américain Un crime, de Manuel Pradal, porté par Norman Reedus. Puis elle est au casting du drame français Le Héros de la famille, aux côtés de Gérard Lanvin et Catherine Deneuve. L'année suivante, le drame choral Les Témoins, qui marque ses retrouvailles avec André Téchiné, est acclamé par la critique.

### Diversification et théâtre (années 2010)

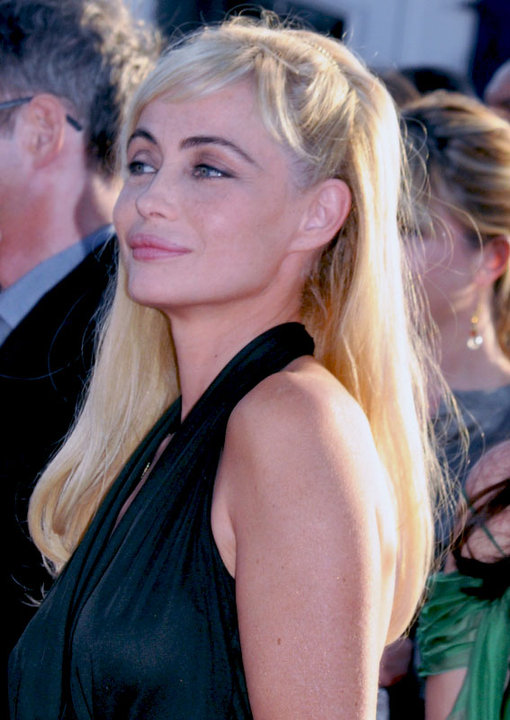
Emmanuelle Béart au festival du cinéma américain de Deauville 2010.

Pourtant, en 2008, elle surprend en défendant trois projets très différents : tout d'abord, elle s'aventure dans la comédie potache avec Disco, de Fabien Onteniente ; puis elle est la tête d'affiche du film d'horreur, Vinyan, une coproduction internationale mise en scène par Fabrice Du Welz. Enfin, elle incarne l'une des trois « stars » de la comédie noire Mes stars et moi, de Laetitia Colombani, aux côtés de Catherine Deneuve et Mélanie Bernier.

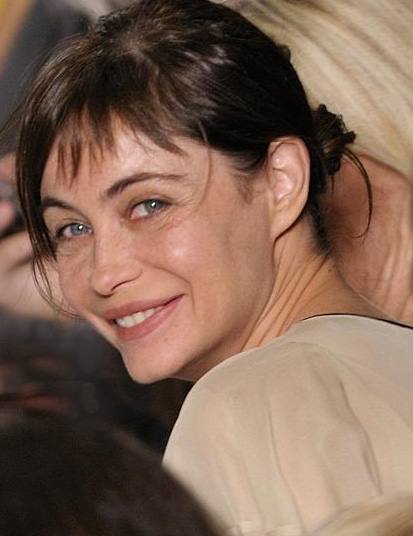
L'actrice à un défilé haute-couture, en juillet 2009.

En 2010, elle tient le premier rôle féminin de la comédie dramatique Nous trois, de Renaud Bertrand, puis de la romance indépendante Ça commence par la fin, première réalisation de l'acteur Michaël Cohen.
En 2011, elle est la tête d'affiche du drame Ma compagne de nuit, réalisé par Isabelle Brocard. Elle y est secondée par Hafsia Herzi. En 2012, elle défend deux projets très différents : tout d'abord, elle est la tête d'affiche de la comédie noire Bye Bye Blondie, de Virginie Despentes. Puis elle est au casting de la comédie historique Télé Gaucho, de Michel Leclerc, portée par Sara Forestier et Félix Moati.
Entre 2013 et 2014, elle alterne l'expérimental Par exemple, Électre, de Jeanne Balibar et Pierre Léon, et le populaire Les Yeux jaunes des crocodiles, de Cécile Telerman. Elle tient aussi le premier rôle du drame australien My Mistress, de Stephen Lance.
Elle se fait ensuite beaucoup plus rare au cinéma, préférant se concentrer sur le théâtre.
Déjà depuis 2010, elle affirme que le théâtre est pour elle une priorité, au détriment du cinéma. Elle travaille notamment avec le metteur en scène Stanislas Nordey, qui la choisit comme artiste associée depuis sa prise de fonction en 2014 en tant que directeur du Théâtre national de Strasbourg.
En 2016, elle est membre du jury du festival du film de Cabourg. Puis en 2017, elle joue dans le drame néo-zélandais Beyond the Known World, de Pan Nalin, puis en 2019 retrouve Jeanne Balibar pour la comédie dramatique Merveilles à Montfermeil.

### Années 2020
En 2020, elle est la présidente du jury du 31e Dinard Film festival

### Engagements
Grâce à sa mère, qui a fondé l'association « Réflexe Solidarité », Emmanuelle Béart baigne dans l’aventure humanitaire dès sa jeunesse.
En 1991, elle participe au film collectif Contre l'oubli, trente courts métrages pour les trente ans d'Amnesty International ; avec le réalisateur Michel Deville, elle témoigne pour le dissident Nguyễn Chí Thiện).
Elle profite de sa notoriété publique et médiatique pour mener des combats humanitaires, comme en 1996 lors de la défense des étrangers en situation irrégulière de l'église Saint-Bernard de la Chapelle de Paris, passant plusieurs nuits dans l'église. Elle est arrêtée par la police puis remise en liberté quelques heures après. Cela lui vaut la résiliation de son contrat avec la Maison Dior.
De 1996 à 2006, elle est ambassadrice du comité français pour l'UNICEF. Pendant ces dix années, elle réalise des missions à travers le monde en faveur de la cause des enfants maltraités grâce à un passeport diplomatique international que lui délivre le siège de l'UNICEF à New York en 2002.
Animée par le même idéal, en 2006 elle milite pour les sans-papiers dans l'affaire des « squatters » de Cachan.
En 2007, elle rejoint le comité de soutien à Ségolène Royal et participe au meeting de la candidate socialiste, le 1er mai au stade Charléty,.
En 2018, à la suite de la démission de Nicolas Hulot, elle signe avec Juliette Binoche la tribune contre le réchauffement climatique intitulée « Le Plus Grand Défi de l'histoire de l'humanité », qui parait en une du journal Le Monde, avec pour titre « L'appel de 200 personnalités pour sauver la planète ».
Le 4 mai 2019, elle cosigne, parmi 1 400 personnalités du monde de la culture, la tribune « Nous ne sommes pas dupes ! », publiée dans le journal Libération, pour soutenir le mouvement des Gilets jaunes et affirmant que « Les gilets jaunes, c'est nous ».
En avril 2022, aux élections présidentielles françaises, elle soutient la candidature de Jean-Luc Mélenchon.

### Vie privée

#### Conjoints et enfants
En 1984, Emmanuelle Béart rencontre Daniel Auteuil, sur le tournage du film L'Amour en douce. Ils partagent dix ans de vie commune et ils ont une fille. Ils se marient en 1993. Par la suite, elle entretient une relation avec le compositeur de musique David François Moreau, demi-frère de Patrick Bruel. Le couple se sépare peu après la naissance de leur fils.
En 2000, elle est séduite par le producteur Vincent Meyer, au cours du tournage du film La Répétition, de Catherine Corsini. Leur union se termine tragiquement par le suicide de Meyer, à Paris, alors que Béart présente, en compétition, Les Égarés d'André Téchiné au Festival de Cannes de 2003.
Elle a également vécu avec l'acteur français Michaël Cohen, qu'elle épouse civilement le 13 août 2008, à Genappe, en Belgique. Ils adoptent ensemble un garçon puis, en 2011, divorcent.
En septembre 2018, elle épouse son compagnon, le réalisateur et directeur de la photographie Frédéric Chaudier.
Elle a trois enfants :
- Nelly Auteuil, née en avril 1992, fille de Daniel Auteuil, et épouse de Lucas Veil (fils d'Agnès Buzyn[33], petit-fils de Simone Veil) ; le couple a un enfant[34].
- Yohann, né en 1996 de sa relation avec David Moreau ;
- Surifel, né en 2009 en Éthiopie, adopté à 8 mois en janvier 2010[35] avec son mari Michaël Cohen[36].

#### Victime d'inceste
En 2023, elle déclare dans le documentaire Un silence si bruyant, qu'elle a coréalisé avec Anastasia Mikova, avoir été victime d’inceste, entre l’âge de 10 et 14 ans, en précisant que la personne qui l'a agressée (sans plus de précisions sur l'identité de cet agresseur qu'elle assume de ne pas nommer) n'était pas son père, et qu'elle s'est d'ailleurs confiée en vain à ses deux parents, à 14 ans, avant que sa grand-mère ne l'aide. Elle souhaite aider d'autres personnes à briser le silence et à dépasser l'absence paradoxale d'écoute de la société et du système judiciaire, mais personnellement elle ne veut pas porter plainte.
Son parcours se mêle sur la question à celui de Christine Angot, dont la découverte des livres puis la rencontre ont été déterminantes pour elle et qui apparaît dans le documentaire.

### Décorations
- Officière de l'ordre des Arts et des Lettres (2012)[40]
- Chevalière de la Légion d'honneur (2015)[41]

## Filmographie

### Cinéma

#### Longs métrages

##### Années 1970
- 1971 : La Course du lièvre à travers les champs de René Clément : une enfant qui mange de la tarte aux pommes (non créditée)
- 1975 : Demain les mômes de Jean Pourtalé : Lila

##### Années 1980
- 1983 : Premiers Désirs de David Hamilton : Hélène
- 1984 : Un amour interdit de Jean-Pierre Dougnac : Constanza
- 1984 : L'Amour en douce d'Édouard Molinaro : Samantha Page
- 1984 : La Raison perdue de Michel Favart[réf. nécessaire]
- 1986 : Manon des sources de Claude Berri : Manon
- 1987 : Rendez-vous avec un ange (Date with an Angel) de Tom McLoughlin : L'ange
- 1988 : À gauche en sortant de l'ascenseur d'Édouard Molinaro : Éva
- 1989 : Les Enfants du désordre de Yannick Bellon : Marie

##### Années 1990
- 1990 : Le Voyage du capitaine Fracasse d'Ettore Scola : Isabella
- 1991 : La Belle Noiseuse de Jacques Rivette : Marianne
- 1991 : J'embrasse pas d'André Téchiné : Ingrid
- 1991 : Un cœur en hiver de Claude Sautet : Camille
- 1992 : Divertimento de Jacques Rivette : Marianne (version courte de La Belle Noiseuse)
- 1993 : Rupture(s) de Christine Citti : Lucie
- 1994 : L'Enfer de Claude Chabrol : Nelly Prieur
- 1995 : Nelly et Monsieur Arnaud de Claude Sautet : Nelly
- 1995 : Une femme française de Régis Wargnier : Jeanne
- 1996 : Mission impossible de Brian De Palma : Claire
- 1997 : Don Juan de Jacques Weber : Elvire
- 1998 : Le Temps retrouvé de Raoul Ruiz : Gilberte
- 1998 : Voleur de vie d'Yves Angelo : Alda
- 1999 : Elephant Juice (en) de Sam Miller (en) : Jules
- 1999 : La Bûche de Danièle Thompson : Sonia

##### Années 2000
- 2000 : Les Destinées sentimentales d'Olivier Assayas : Pauline Pommerel
- 2000 : Voyance et Manigance d'Éric Fourniols : Chantal Bardet
- 2001 : La Répétition de Catherine Corsini : Nathalie
- 2001 : Huit Femmes de François Ozon : Louise
- 2002 : Les Égarés d'André Téchiné : Odile
- 2002 : À la recherche de Debra Winger (Searching for Debra Winger) de Rosanna Arquette : elle-même
- 2002 : Histoire de Marie et Julien de Jacques Rivette : Marie
- 2003 : Nathalie... d'Anne Fontaine : Nathalie/ Marlène
- 2004 : Jiminy Glick in Lalawood de Vadim Jean : elle-même (non créditée)
- 2004 : À boire de Marion Vernoux : Inès Larue
- 2005 : Un fil à la patte de Michel Deville : Lucette
- 2005 : L'Enfer de Danis Tanović : Sophie
- 2006 : Un crime de Manuel Pradal : Alice Parker
- 2006 : Le Héros de la famille de Thierry Klifa : Léa O'Connor
- 2007 : Les Témoins d'André Téchiné : Sarah
- 2008 : Disco de Fabien Onteniente : France
- 2008 : Vinyan de Fabrice Du Welz : Jeanne Bellmer
- 2008 : Mes stars et moi de Laetitia Colombani : Isabelle Séréna

##### Années 2010
- 2010 : Nous trois de Renaud Bertrand : Marie, la mère
- 2010 : Ça commence par la fin de Michaël Cohen : Gabrielle
- 2011 : Ma compagne de nuit de Isabelle Brocard et Hélène Laurent : Julia
- 2012 : Bye Bye Blondie de Virginie Despentes : Frances
- 2012 : Télé Gaucho de Michel Leclerc : Patricia Gabriel
- 2013 : Par exemple, Électre de Jeanne Balibar et Pierre Léon : Chrysothémis
- 2014 : Les Yeux jaunes des crocodiles de Cécile Telerman : Iris Dupin
- 2014 : My Mistress de Stephen Lance : Maggie
- 2017 : Beyond the Known World de Pan Nalin : Louise

##### Années 2020
- 2020 : Merveilles à Montfermeil de Jeanne Balibar : Emmanuelle Joly
- 2021 : L'Étreinte de Ludovic Bergery[42] : Margaux Hartmann
- 2022 : Les Passagers de la nuit de Mikhaël Hers : Vanda Dorval

#### Courts métrages
- 1990 : Le Bateau de Lu de Christine Citti : Lucie
- 1991 : Contre l'oubli (« Pour Nguyen Chi Thien, Vietnam » de Michel Deville) : elle-même
- 1996 : Le Dernier Chaperon rouge de Jan Kounen : Le Petit Chaperon rouge
- 1997 : La Durite de Philippe Cotten
- 2011 : Les Amours perdues de Samanou A. Sahlstrøm : Maria
- 2024 : Amelia Starlight de Laura Thomassaint[43],[44] : Amelia Starlight

### Télévision
- 1980 : Le Grand Poucet de Charles-Henri Lambert : Grive (sous le pseudonyme d'Emmanuelle Est)
- 1984 : Zacharius de Claude Grinberg : Judith
- 1984 : Raison perdue de Michel Favart : Sonia Mornant
- 1986 : Cinéma 16 (série télévisée), épisode La Femme de sa vie de Michel Favart : Justine
- 1986 : Et demain viendra le jour de Jean-Louis Lorenzi
- 1989 : Les Jupons de la Révolution ; Marie-Antoinette, reine d'un seul amour de Caroline Huppert : Marie-Antoinette (saison 1, épisode 2)
- 2005 : D'Artagnan et les Trois Mousquetaires de Pierre Aknine : Milady Winter
- 2005 : Rendez-vous en terre inconnue de Frédéric Lopez : elle-même (documentaire)
- 2009 : L'une chante, l'autre aussi d'Olivier Nicklaus : elle-même (documentaire)
- 2011 : Le Grand Restaurant II de Gérard Pullicino : L'amie cynique (divertissement)
- 2012 : Le Désert de l'amour de Jean-Daniel Verhaeghe : Maria Cross
- 2012 : Le Reste du monde de Damien Odoul : Katia
- 2022 : Syndrome E de Laure de Butler : Commissaire Maïa Leclerc

### Clips
- 1992 : P'tit voleur, de Renaud, réalisé par Lewis Furey
- 2009 : Hymne à la soie, de Maxime Le Forestier, réalisé par Jean-Paul Rouve

### Distinctions

#### Récompenses
- César 1987 : César de la meilleure actrice dans un second rôle pour Manon des sources
- David di Donatello 1993 : David di Donatello de la meilleure actrice étrangère pour Un cœur en hiver
- Festival international du film de Moscou 1995 : meilleure actrice pour Une femme française
- Festival du film de Cabourg 1999 : Swann d'or de la meilleure actrice pour Le Temps retrouvé
- Prix du cinéma européen 2002 : Meilleure actrice pour Huit Femmes[45]
- Berlinale 2002 : Ours d'argent de la meilleure contribution artistique pour Huit Femmes[45]
- Festival international du film de Moscou 2010 : Prix Stanislavski pour l'ensemble de sa carrière
- Prix du Syndicat de la critique 2012 : meilleure comédienne pour Se trouver
- Prix Média Enfance Majuscule 2024[46] catégorie Documentaire tourné en France pour Un silence si bruyant

#### Nominations
- César du cinéma :
  - 1985 : César du meilleur espoir féminin pour Un amour interdit
  - 1986 : César du meilleur espoir féminin pour L'Amour en douce
  - 1990 : César de la meilleure actrice pour Les Enfants du désordre
  - 1992 : César de la meilleure actrice pour La Belle Noiseuse
  - 1993 : César de la meilleure actrice pour Un cœur en hiver
  - 1996 : César de la meilleure actrice pour Nelly et Monsieur Arnaud
  - 2001 : César de la meilleure actrice pour Les Destinées sentimentales

## Théâtre
- 1986 : La Répétition ou l'Amour puni de Jean Anouilh, mise en scène Bernard Murat, Théâtre Édouard-VII
- 1988 : La Double Inconstance de Marivaux, mise en scène Bernard Murat, théâtre de l'Atelier, Festival d'Anjou
- 1989 : Le Misanthrope de Molière, mise en scène Jacques Weber, Théâtre national de Nice, théâtre de la Porte-Saint-Martin
- 1993 : On ne badine pas avec l'amour d’Alfred de Musset, mise en scène Jean-Pierre Vincent, théâtre Nanterre-Amandiers, Théâtre national de Nice
- 1996 : Jouer avec le feu d'August Strindberg, mise en scène Luc Bondy, théâtre des Bouffes-du-Nord, Théâtre Vidy, Théâtre national de Nice
- 2010 : Les Justes d'Albert Camus, mise en scène Stanislas Nordey, théâtre national de Bretagne, théâtre national de la Colline, Théâtre des 13 vents, TNP-Villeurbanne, Centre national des arts d'Ottawa
- 2012 : Se trouver de Luigi Pirandello, mise en scène Stanislas Nordey, théâtre national de la Colline
- 2013 : Par les villages de Peter Handke, mise en scène Stanislas Nordey, Festival d'Avignon, théâtre national de la Colline
- 2014 : Voix de Femmes, rencontre avec Maryline Desbiolles, lecture de Ceux qui reviennent/ Primo, Les Bibliothèques de l'Odéon, théâtre de l'Odéon
- 2014-2015 : Répétition de et mise en scène Pascal Rambert, Théâtre de Gennevilliers, tournée
- 2017 : Erich von Stroheim de Christophe Pellet, mise en scène Stanislas Nordey, Théâtre national de Strasbourg, théâtre du Rond-Point
- 2019 : Architecture de Pascal Rambert, mise en scène de l'auteur, festival d'Avignon, théâtre des Bouffes-du-Nord et tournée